# Sinodrepanus uenoi
Sinodrepanus uenoi là một loài bọ cánh cứng trong họ Bọ hung (Scarabaeidae).